# 28 правил рейнджера

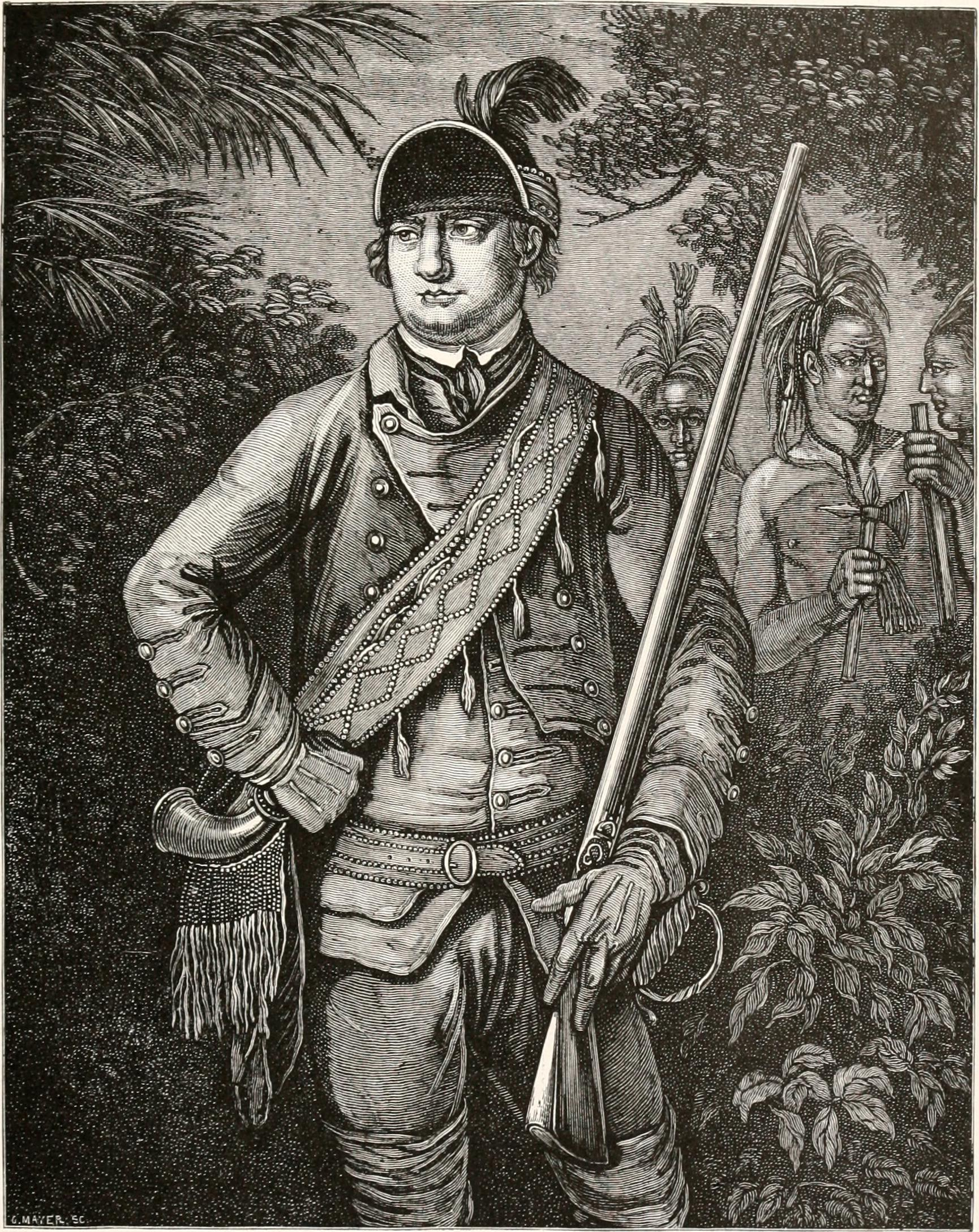
Портрет Роберта Роджерса работы неизвестного художника.

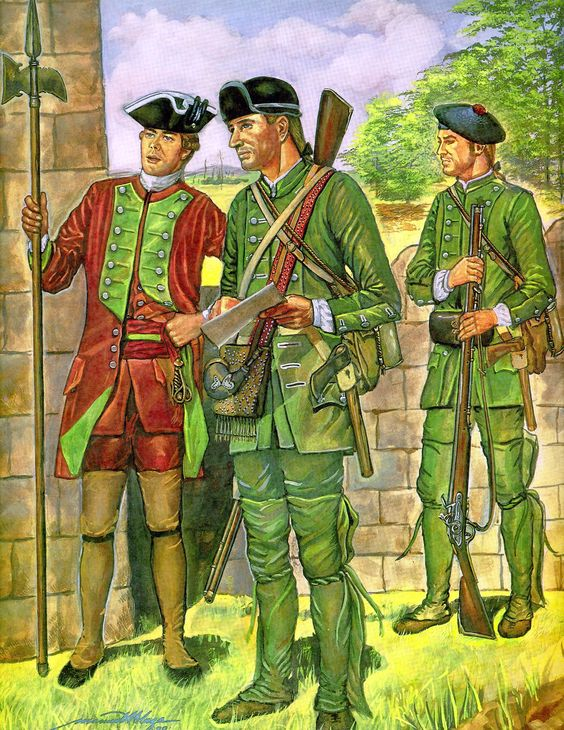
Рейнджеры Роджерса.

28 «Правил рейнджера» — набор правил, первоначально установленных полковником Робертом Роджерсом в 1757 году в ходе Войны с французами и индейцами (1755—1763 годы).
Правила партизанской войны для отряда в 600 человек, лично отобранных Роджерсом, явились обобщением тактики индейцев с некоторыми дополнениями и были революционными для североамериканской армии того времени. Совместно с интенсивной физической и стрелковой подготовкой они позволили создать мобильное, отлично тренированное подразделение, способное выживать и действовать самостоятельно в течение длительного периода времени. Эти правила преподаются рейнджерам (скитальцам, бродягам) армии США и в настоящее время.

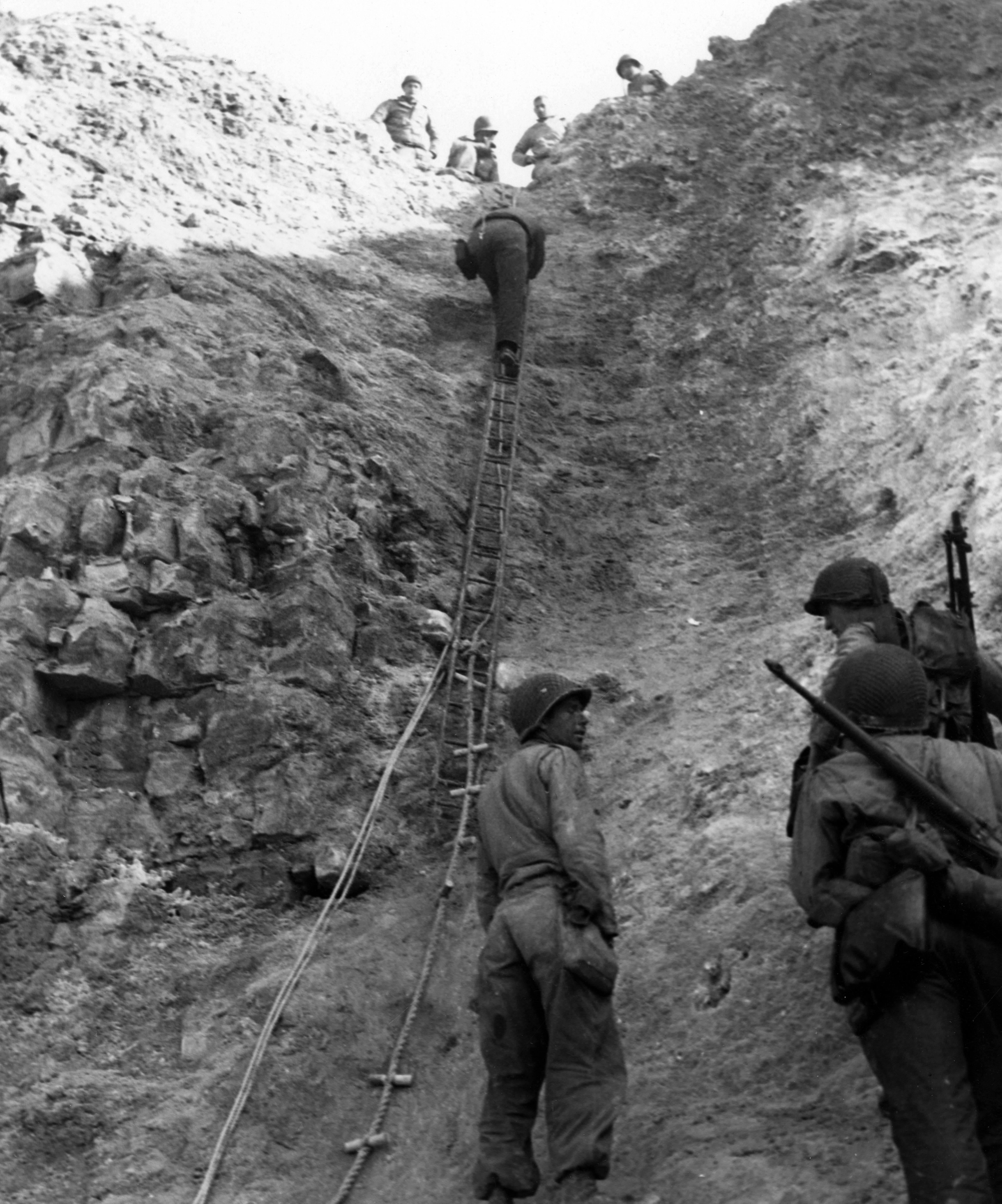
Рейнджеры армии США в ходе штурма Пуант-дю-Ок Нормандская операция, 6 июня 1944.

## Оригинальная формулировка
Первоначальный План Дисциплины из дневника Роберта Роджерса появился в 1759 году и предназначался «рейнджерам Роджерса». Современная укороченная и упрощённая версия используется в 75-м полку рейнджеров с 1950 года по настоящее время.

## Современная формулировка
1. Рейнджер действует по законам войны.
2. Небольшая группа на марше идёт в колонну по одному, на достаточной дистанции, чтобы один выстрел не убил двоих.
3. По мягкому грунту группа идёт цепью, плечом к плечу, чтобы затруднить чтение следов. Ночью половина солдат бодрствует, пока другая половина спит.
4. По прибытии на место следует отправить вперёд разведчиков, чтобы избежать засад и ловушек.
5. Пленных держать и допрашивать отдельно друг от друга.
6. Большая группа идёт несколькими колоннами с охранением впереди и сзади.
7. В случае нападения ложиться или приседать, когда стреляет противник, и вставать, чтобы выстрелить самому. На флангах сила должна соответствовать силе флангов противника. При отступлении организовать прикрытие.
8. Преследуя врага, держать фланги усиленными, не позволять ему занять высоты, где он сможет развернуться и биться.
9. При отступлении стрелять и отходить поочередно, чтобы враг шёл на постоянный огонь.
10. Если противник намного сильнее, отряд следует распустить и собрать в установленном заранее месте. Это смешает порядок преследующих и позволит встретить их организованно.
11. При атаке сзади солдаты просто разворачиваются, чтобы последний стал первым. При атаке с одного фланга другой действует как задний.
12. Контратаку начинать на возвышенности, где наступление врага замедлено.
13. В засаде ждать, когда враг приблизится так, чтобы огонь был вдвойне устрашающим, после обстрела начать рукопашную.
14. На привале охрана должна быть выставлена на такой дистанции, чтобы защитить лагерь, не раскрывая его расположение. Каждый караул состоит из 6 солдат, два из которых не спят в любой момент времени.
15. Общий подъём перед рассветом, так как это обычное время для нападения врага.
16. Если утром обнаружен превосходящий противник, атаковать нужно вечером, чтобы скрыть количество своих солдат и было легче отступать.
17. Перед уходом из лагеря изучить окрестности, чтобы проверить, велось ли врагом наблюдение ночью.
18. В месте, где набираете воду, поставить охрану, чтобы тропа была прикрыта и не было неожиданностей.
19. Не переходить реку обычным бродом, за которым следит противник.
20. Не обходить озёра слишком близко к берегу, чтобы враг не прижал к воде.
21. Если враг идёт следом, сделай круг и напади на той же тропе.
22. Возвращайся из разведки другой дорогой, так как враг мог заметить выход и ждёт вас уставшими.
23. Преследуя врага, иди другой тропой, обойди и устрой засаду в узком или неожиданном месте.
24. Водным путём отправляйся ночью, чтобы не обнаружить себя.
25. В цепочке лодок передняя поддерживает контакт с лодкой непосредственно позади неё. Так лодки могут помогать друг другу и не потеряются в темноте.
26. В каждой лодке один человек следит за берегом, ищет огонь или движение.
27. Устраивая засаду на берегу реки или озера, подготовь группу на другом берегу, чтобы отступление вывело противника прямо на твой отряд.
28. Когда сила врага не известна — отправь разведку. Чтобы принять решение — атаковать или отступать - может понадобиться целый день. Установи знаки, как отличать врагов от своих в темноте.
29. Если враг напал в неудобном месте, лучше рассеяться как при беспорядочном отступлении, в подготовленном месте следует развернуться и ждать. На близкой дистанции открыть огонь и пойти врукопашную с топорами. Затем атакуют фланги, обращая врага в бегство.